# 哈特灣
哈特灣（瑞典語：Choza, caleta），是南極洲的海灣，位於葛拉漢地的特里尼蒂半島，處於錫爾角和格倫登岩之間的南極半島東北端，由瑞典探險隊發現，現時由南極條約體系管理。

## 外部連結
. . United States Geological Survey.   [2012-07-05].
63°24′S 56°59′W / 63.400°S 56.983°W